# Turri
Turri (sardinski: Tùrri) je grad i općina (comune) u pokrajini Južnoj Sardiniji u regiji Sardiniji, Italija. Nalazi se na nadmorskoj visini od 164 metra i ima 422 stanovnika.
 Prostire se na 9,60 km². Gustoća naseljenosti je 44 st/km².
Susjedne općine su: Baradili, Baressa, Genuri, Pauli Arbarei, Setzu i Ussaramanna.